# Азанчевский, Михаил Павлович
Михаи́л Па́влович (фон) Азанче́вский (24 марта (5 апреля) 1839, Москва — 12 (24) января 1881, там же) — русский композитор и музыкальный педагог.

## Биография
Родился 24 марта (5 апреля) 1839 года в Москве в семье писателя Павла Азанчевского. В 1858 году ушёл с гражданской службы и уехал в Лейпциг, где начал учиться теории музыки у Рихтера и Гауптмана. Некоторое время он также брал частные уроки фортепианной игры у Ференца Листа. Находясь в Париже в 1866 году, Азанчевский приобрёл обширное собрание нот и книг о музыке, принадлежавшее Г. Э. Андерсу. В 1870 году он вернулся в Россию, где получил место в библиотеке Санкт-Петербургской консерватории, а через год стал её директором (официально — «заведующим»), сменив на этом посту Николая Зарембу. В отличие от своего предшественника, Азанчевский положительно относился к композиторам Новой русской школы. Именно он пригласил на место профессора классов практической композиции и инструментовки Николая Римского-Корсакова, что стало важной вехой в истории консерватории, которая вскоре заняла одно из лидирующих мест по подготовке высококлассных композиторов, исполнителей и певцов. В 1876 году Азанчевский из-за тяжёлой болезни вынужден был покинуть свой пост, безвозмездно отдав свою библиотеку консерватории. Также он был с 1870 по 1876 год председателем дирекции Петербургского отделения Русского Музыкального Общества. Вследствие расстроенного здоровья Азанчевский вынужден был покинуть консерваторию и жить в последнее время за границей, где он пользовался советами лучших докторов. Заграничное лечение принесло ему лишь временное облегчение, и зимой 1880 года он по возвращении в Россию скончался в Москве. Он является автором нескольких сочинений: романсов на русские и немецкие тексты, произведений для фортепиано и камерных ансамблей.
Похоронен в Покровском монастыре.
Племянница Азанчевского вышла замуж за основателя русской скрипичной школы Леопольда Семёновича Ауэра.